# A14 (motorväg, Italien)
A14 eller Autostrada Adriatica är en motorväg i Italien som går mellan Bologna och Taranto. Under större delen av sin rutt följer den Adriatiska kusten på italienska halvön. Även om den består av tre körfält i norr, är det en två körfältsväg, med många uppförsbackar, nerförsbackar, tunnlar och broar, på de flesta av sina 743,4 km.
Motorvägen invigdes 1965, under ledning av Autostrade per l'Italia och är en stor semesterrutt som betjänar de större kuststäderna i Romagna (Forlì, Rimini, Riccione, Cesenatico, Cattolica) och längre söderut i Marche, Abruzzo, Molise och Apulien.
Den första delen av A14 som öppnades innehöll Bolognas förbifartsled och anslutning till motorvägen A1 (den så kallade Autostrada del Sole). År 1969 nådde rutten Ancona och den cirka 50 km långa sträckan från Pescara till Lanciano öppnades. År 1973 blev motorvägen från Bologna till Bari (delarna i A17 nära Bari) klar och delen till Ravenna blev då också klar. Förlängningen mot Taranto öppnades slutligen 1975.